# Naissance en 1166
Naissance
- 1162
- 1163
- 1164
- 1165
- 1166
- 1167
- 1168
- 1169
- 1170

Cette page dresse une liste de personnalités nées au cours de l'année 1166 :
- 29 juillet : Henri II de Champagne, comte palatin de Champagne (Henri II 1181-1197) et roi de Jérusalem.

- Alain IV de Rohan, 4e vicomte de Rohan ayant pris part à la troisième croisade.

date incertaine (vers 1166)
- Albert de Louvain, prince-évêque de Liège, et cardinal.
- Alix de Savoie, princesse issue de la maison de Savoie.
- Onfroy IV de Toron, seigneur de Toron puis d'Outre-Jourdain et de Montréal.
- Shunten, roi des îles Ryūkyū.
- Théodore de Celles, chevalier croisé, chanoine de Liège et fondateur principal de l’ordre de la Sainte-Croix (Les pères Croisiers).

## Crédit d'auteurs
- Cet article est partiellement ou en totalité issu de l'article intitulé « 1166 » (voir la liste des auteurs).